# Полярна пошта

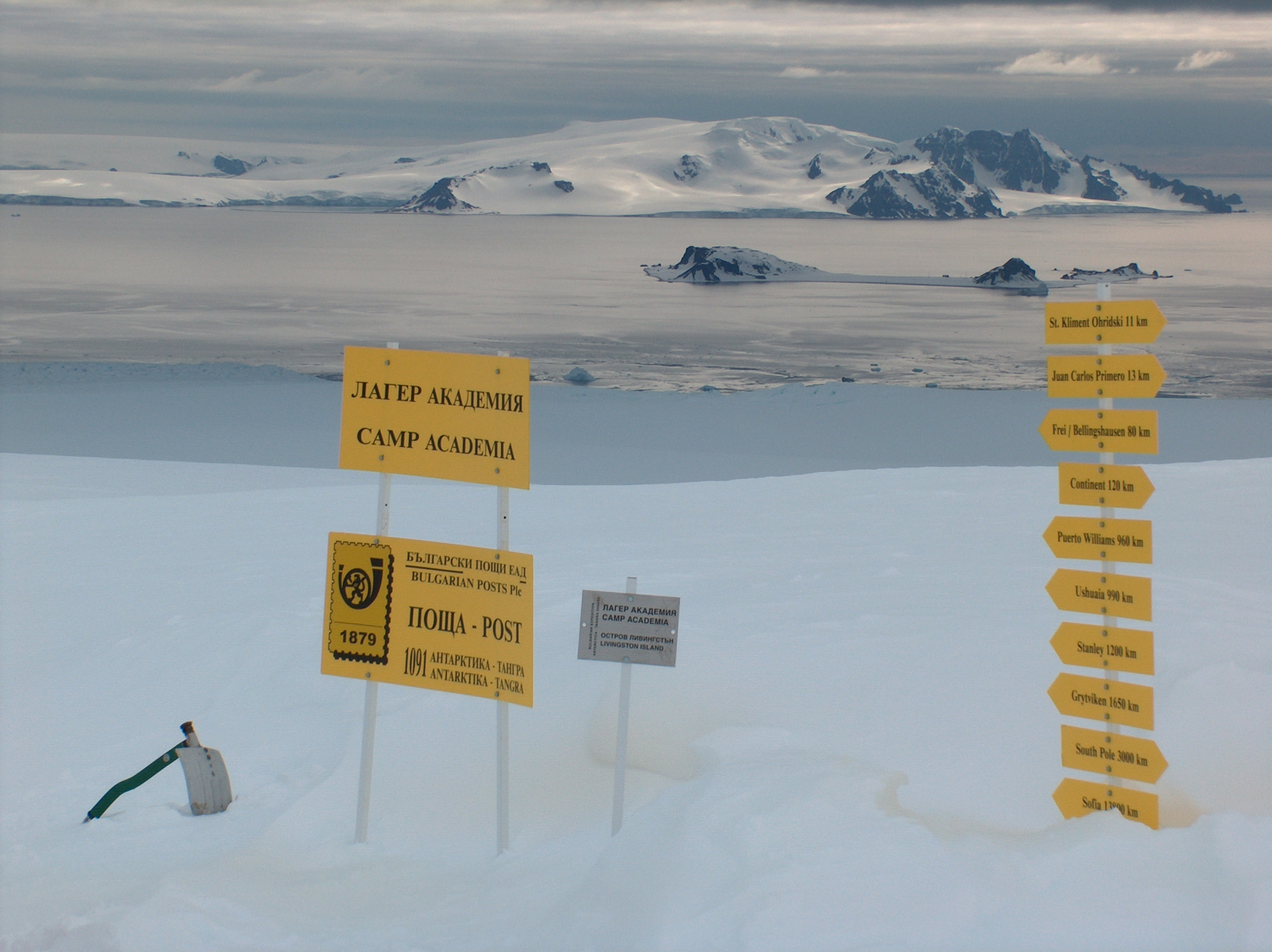
Сезонний поштамт Тангра 1091 в Антарктиці, найпівденніший підрозділ Болгарських пошт (Български пощи). Табір Академія на острові Лівінгстона

Полярна пошта (англ. polar mail) — авіаційні, морські та інші поштові лінії зв'язку між континентом та поштовими службами, що діють у зоні Арктики і Антарктики. У вужчому сенсі під полярною поштою розуміється філателістична назва пошти експедицій, що знаходяться в Арктиці та Антарктиді, включаючи дослідні дрейфівні станції, а також поштові відправлення, помічені відповідними поштовими та додатковими штемпелями. До колекцій полярної пошти відносять також марки полярних сюжетів або з полярними написами.

## Особливості

Конверт радянської дрейфівної станції «Північний полюс-22» (1977) р.

- У полярній пошті цінується культурно-історична значущість.
- Полярна пошта має багато рис авіапошти і корабельної пошти.
- Може розроблятися двома методами: тематичного колекціонування та дослідницького, спеціалізованого збирання.
- Поєднує воєдино як сучасний матеріал, так і класику.
- Обмежений характер відправки (обмежений список поштових відділень).
- Своєрідний метод комплектування колекції та вивчення матеріалу у зв'язку з тим, що філателістичні матеріали практично не заготовлюються в централізованому порядку.

## Пункти відправки полярної пошти
- Через стаціонарні поштові відділення (в Арктиці — з населених пунктів узбережжя Північного Льодовитого океану або; з Гренландії, Шпіцбергена, заполярної Скандинавії, Канади, Аляски; в Антарктиці — з багаторічних наукових баз і з китобійних поселень на континенті або островах).
- Через служби зв'язку чергових полярних експедицій (пошта експедиційних кораблів, дрейфівних станцій, тимчасових баз).

## Три маршрути полярної пошти

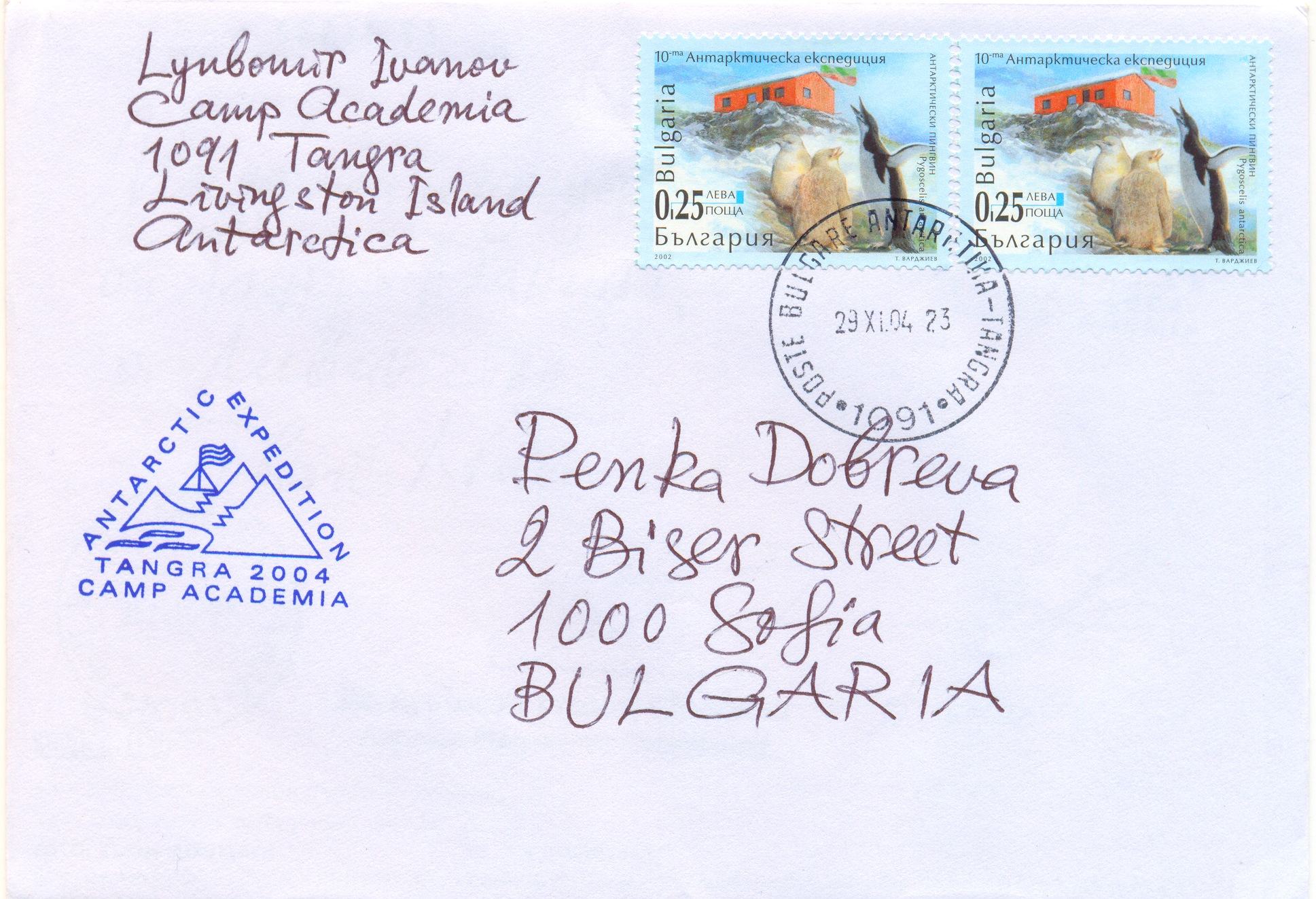
Лист з Табору Академії в Софію від учасника антарктичної експедиції «Тангра 2004/05»

- Від полюса на Велику Землю, тобто з Арктики або Антарктики на континент (ця пошта і поставляє основний матеріал полярної філателії, швидше за все потрапляючи до колекції).
- Від полюса до полюса, тобто з Арктики до Антарктики або навпаки: з Південного полюса на Північний (це рідкісний філателістичний матеріал).
- З циркуляцією в межах географічних кордонів Арктики або Антарктики (наприклад, авіарейси між дрейфівними станціями або санно-тракторні переходи між береговою і континентальною станціями).

## Марки, що вважаються полярною поштою

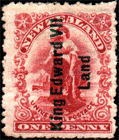
Надпечатка «Земля Едуарда VII» на марці Нової Зеландії (1908) р.

Марки, що формують колекцію полярної пошти, поділяються на три групи:
- Марки країн, розташованих в Арктиці або Антарктиці, незалежно від сюжету марок. Це марки: Гренландії; Фолклендських островів; залежних територій Фолклендських островів — Землі Грейама, Південної Джорджії, Південних Оркнейських островів, Південної Шетландії; Землі Росса, Землі Едуарда VII; Землі Вікторії; Південних і Антарктичних територій Франції; Антарктичної території Австралії; Антарктичної території Великої Британії. Історія марок полярної пошти почалася саме з випусків цієї групи в 1908 р., коли була зроблено надпечатку «Земля короля Едуарда VII» на новозеландській марці.

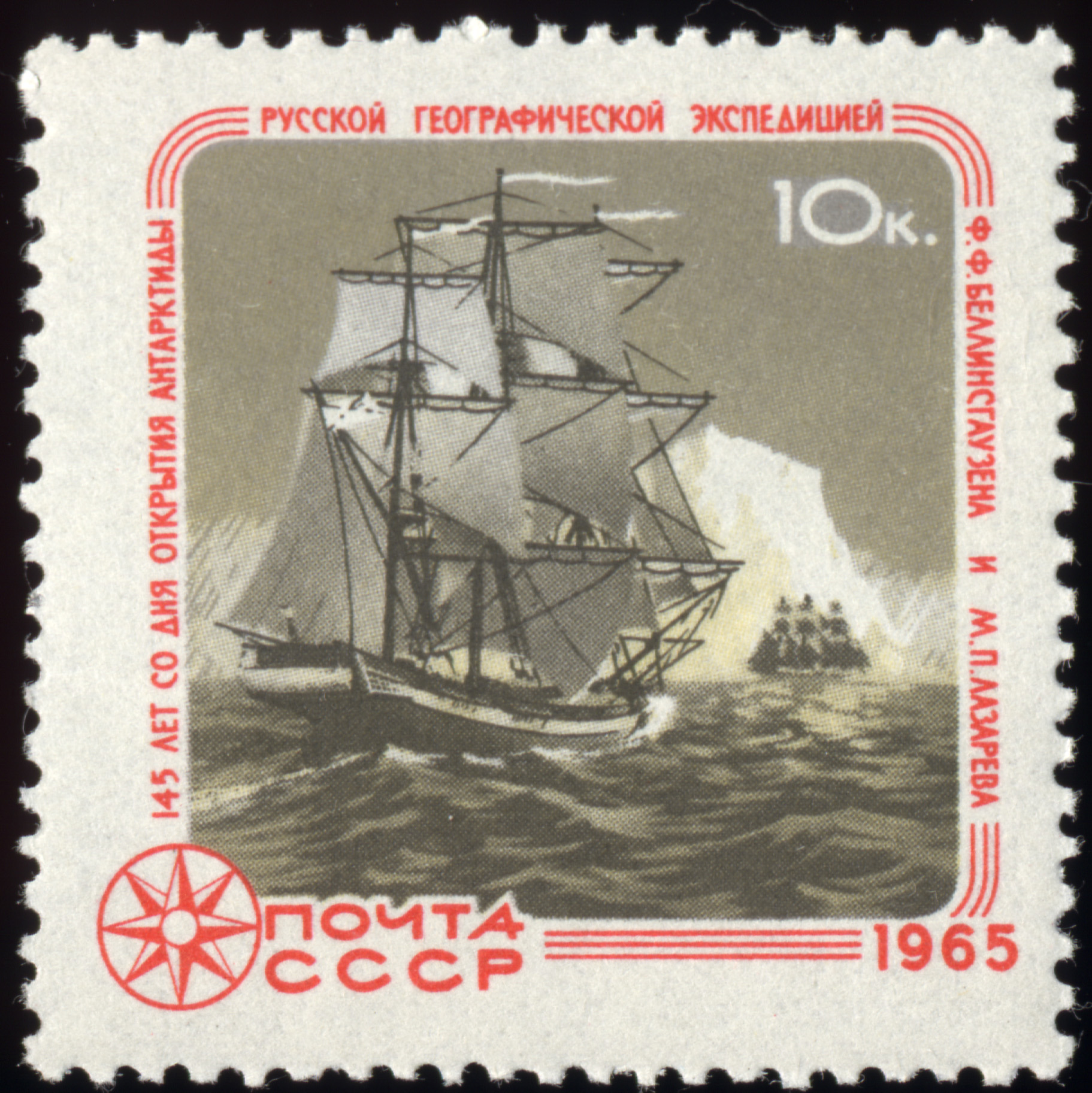
Марка СРСР, присвячена 145-річчю з дня відкриття Антарктиди російською географічною експедицією Т. Т. Беллінсгаузена і М. П. Лазарєва (1965) р.

- Марки полярних сюжетів або з полярними написами. Найчастіше вони присвячені знаменитим дослідникам Арктики та Антарктики, ювілеям полярних експедицій або зображують полярну флору і фауну. Найперша у світі марка з полярним мотивом (зображення моржа) випущена в 1866 р. у другій стандартної серії Ньюфаундленда, тодішнього домініону Великої Британії. У Європі перша марка цієї групи була випущена в 1925 р. в Норвегії в серії «Експедиція Амундсена до Північного полюса». В 1931 р. випущено марку СРСР «Дирижабль над Північним полюсом».
- Марки, якими незалежно від сюжету, можна франкувати листи, що відправляються з полярних районів. Неодмінною умовою є їх гасіння штемпелем поштової контори в полярній зоні. Такі марки належать двом групам країн: тим, які мають свої території з поштовими конторами в Арктиці (Росія, Данія, Норвегія, Фінляндія, Швеція, США і Канада), і тим, які мають полярні станції в Антарктиді (Росія, США, Норвегія, Бельгія, Японія, Нова Зеландія, ПАР, Аргентина, Чилі, Україна). Тут не названі Англія, Франція і Австралія, що теж мають свої станції в Антарктиді, але використовують для поштових потреб спеціальні марки (першої групи).

## Полярні штемпелі

Полярна тематика — одна з найпопулярніших в філателії (обкладинка журналу «Филателия СССР», № 9 за 1973 р., присвяченого полярній пошті і філателії)

- Поштові штемпелі полярних станцій та експедицій (включаючи календарні штемпелі пунктів полярних районів).
- Поштові спеціальні штемпелі полярних станцій.
- Поштові супровідні штемпелі полярних станцій.
- Не поштові супровідні штемпелі полярних станцій і експедицій.
- Приватні супровідні штемпелі, застосовувані в експедиціях.
- Поштові спеціальні штемпелі, не вживані експедиціями.
- Приватні та клубні супровідні штемпелі, не вживані експедиціями.

Перший радянський поштовий штемпель в Антарктиді був поставлений 13 лютого 1956 р. в селищі Мирний. З часом поштові відділення з'явилися на станціях «Піонерська», «Оазис», «Лазарєва», «Восток» та ін.
Поштовий зв'язок з арктичними дрейфувальними станціями здійснюється за допомогою літаків, а з науковими станціями в Антарктиді — в основному судами («Об», «Кооперація», «Єнісей», «Професор Зубов»).
| Серія марок СРСР «Антарктида — континент світу» (1963) | - |  |  |  |  |